# Impatiens angustisepala
Impatiens angustisepala är en balsaminväxtart som beskrevs av Tardieu. Impatiens angustisepala ingår i släktet balsaminer, och familjen balsaminväxter. Inga underarter finns listade i Catalogue of Life.
Denna växt är endast känd från bergstrakter i Laos. Den hittas i regioner som ligger minst 1200 meter över havet. Habitatet utgörs av gräsmarker. Kring gräsmarkerna förekommer kaffeodlingar.
Beståndet hotas av bränder och av bekämpningsmedel. Det kända utbredningsområdet är cirka 0,5 hektar stort. IUCN listar arten som akut hotad (CR).